# Едмар Бернардеш
Едмар Бернардеш дос Сантуш (порт.-браз. Edmar Bernardes dos Santos, нар. 20 січня 1960, Араша, Бразилія), або просто Едмар — колишній бразильський футболіст, який грав на позиції нападника. У складі Бразилії виграв срібну медаль на літніх Олімпійських іграх 1988 року.

## Досягнення
- Срібний олімпійський призер: 1988

### Індивідуальні
- Найкращий бомбардир чемпіонату Бразилії: 1985
- Найкращий бомбардир чемпіонату штату Сан-Паулу : 1980, 1987